# Eduard von Wickenburg
Ernest Karl Maria, conocido como Eduard, conde von Wickenburg (Untergrafendorf, Baja Austria, 3 de julio de 1866 - Salzkammergut, 27 de junio de 1936) fue un militar, geógrafo y explorador austriaco.

## Biografía
Fue hijo de Ferdinand Matthias von Wickenburg y Émilie Bussy de Mignot. Se graduó en la Escuela de Cadetes de Moravia y entró en el ejército austro-húngaro, donde permaneció hasta 1893, el último año como teniente coronel de un regimiento de húsares.
Después de su carrera militar, se embarcó en numerosas exploraciones y viajes. Entre los años 1893 y 1896 visitó gran parte de Asia (India, Ceilán, Tailandia, Indochina, la península malaya, Sumatra, Java, China, Japón), viajó hasta Australia y también estuvo en América del Norte.
De julio a octubre de 1897 realizó su primera expedición africana, recorriendo la Somalilandia Británica. Salió de la ciudad somalí de Berbera, pasó por Harrar, en la región del Ogadén, y llegó más al sur, hasta la región de los guerreros Rer Amaden, alcanzando el paralelo 7. Desde allí regresó por la parte oriental del país. La segunda parte de la expedición le llevó, tras un viaje en barco a la ciudad costera de Mombasa, a través de la región y el curso del río Tsavo, hasta el Kilimanjaro.
En 1899 publicó su libro Wanderungen in Ost-Afrika, describiendo este primer viaje africano. Von Wickenburg hizo importantes contribuciones a la cartografía de África Oriental. Tomó muchas fotografías que servirían de base para un mapa especial del Kilimanjaro realizado por Paul Krauß a escala 1:100.000. El geógrafo Hans Meyer también utilizó, en 1900, los resultados de sus investigaciones para su obra Der Kilimandjaro.
Su segundo viaje africano, realizado entre 1901 y 1902, le llevó desde Yibuti, a través de Abisinia, hasta el lago Chew Bahir, localizado al noroeste de Kenia. Pasó también por el lago Abaja, el lago Turkana y, a través de Kenia, hasta la ciudad de Lamu. Durante este viaje participó en el inicio de las relaciones económicas de Austria-Hungría con Abisinia, siendo recibido por el emperador Menelik II.
De sus viajes por África trajo numerosos materiales, entre ellos animales, armas y herramientas de Somalilandia y objetos del Paleolítico superior.
Entre 1911 y 1913 viajó a América del Sur, donde siguió el curso del Amazonas antes de regresar a la costa. Trajo de Bolivia un esqueleto de momia y desde Perú un envoltorio de momia.
Durante la Primera Guerra Mundial, se unió a un regimiento de húsares y sirvió hasta 1918 en Italia. Murió en un accidente de montaña en junio de 1936.